# Asparoukh
Asparoukh, Isperikh, Asparouk ou Isperik (en bulgare: Аспарух-Asparuh, Исперих-Isperih, Испор-Ispor, ou encore Есперих-Esperih : « faucon hobereau » (hypothèse turque) ou « qui a des chevaux brillants » (hypothèse iranienne)), khan des Bulgares, déplace puis sédentarise son peuple pendant la période tardive des Grandes invasions en Europe orientale. Selon les sources historiques, dont une chronique bulgare listant les premiers chefs de ce peuple — L'Annuaire des khans bulgares —, il aurait vécu soixante-et-un ans et il serait mort en 701. Les textes ne disent en revanche rien sur son année de naissance. Les sources byzantines font d'Asparoukh le troisième fils du khan Koubrat, fondateur de l'Onogourie. Il est issu de la maison princière des Doulo, régnant depuis 628 sur le territoire de l'Onogourie, également appelé la Grande Bulgarie (en bulgare: Велика България).

## Biographie

### Migration (671-680)
À la mort de Koubrat, Asparoukh reconnaît l'autorité de son frère aîné Batbayan à la tête des Doulo. Mais quand l'Onogourie se disloque sous les coups du khanat khazar lors de l'invasion en 671, une partie de la population (entre 120 000 et 150 000 personnes) franchit le Dniepr et émigre vers l'ouest, sous la direction d'Asparoukh ; un de ses frères au moins quittera aussi l'Onogourie à ce moment-là avec une partie des Doulo pour des terres plus sûres. Asparoukh et ceux qui l'ont suivi s'installent dans un premier temps (671-680) dans la région située entre le Dniepr et les Carpates, mais aussi sur une partie de la Valachie (sud de la Roumanie actuelle ); Asparoukh s'établit dans le delta du Danube, un endroit stratégique pour repousser les assauts répétés des Khazars.
Durant ces neuf années, les Proto-Bulgares lancent régulièrement des raids sur les territoires au sud du Danube, soit la Mésie (Moesia, en latin) peuplée de tribus slaves et la Thrace sous contrôle byzantin. La tradition attribue d'ailleurs à Asparoukh la fondation de la ville de Drastar (actuelle Silistra), à l'endroit même où il aurait franchi le Danube pour établir son pouvoir au sud du fleuve.
Un raid particulièrement important est organisé en 679, qui se termine par la bataille d'Andrinople (Edirne) où l'armée byzantine bat les Proto-Bulgares. Cependant, l'installation des Proto-Bulgares sur les rives du Danube et leurs fréquentes incursions au sud du fleuve provoquent l'inquiétude à Byzance, où l'on considérait que les territoires au sud du Danube faisaient partie intrinsèque de l'empire et que le contrôle n'en était donc perdu que momentanément. À cela s'ajoute la crainte que les Slaves, établis au sud du Danube depuis 600-610 seulement et auparavant sous le joug avare, ne s'allient aux Proto-Bulgares. L'empereur Constantin IV en personne vient donc à la rencontre des Proto-Bulgares en 680.

### Guerre contre Byzance (679-681)
On peut considérer que la guerre a commencé en 672 déjà, mais durant sept ans, les Proto-Bulgares ne rencontrent aucune résistance byzantine, le pouvoir central mettant toute son énergie dans le conflit l'opposant au califat arabe qui atteint son paroxysme entre 674 et 678. Après avoir réglé ce problème, l'empereur Constantin IV peut alors porter toute son attention sur sa frontière septentrionale pour en éloigner la menace proto-bulgare. La première action véritable de la guerre est donc la bataille d'Andrinople qui permet de repousser le danger pesant sur la Thrace.
L'empereur décide alors de porter la guerre au-delà du Danube, dans la région du delta. Une armée byzantine forte de quarante mille hommes franchit donc le fleuve au printemps 680, mais sa méconnaissance d'un terrain que les militaires impériaux n'ont plus fréquenté depuis plus de quatre-vingts ans et la présence d'une population slave de plus en plus inamicale la mettent rapidement en difficultés et prouvent l'erreur stratégique de Constantin IV. Le départ de ce dernier à Messembria (Nessebar) pour « soigner son arthrite » achève d'abattre le moral des troupes qui sont battues à plate couture par les guerriers proto-bulgares.
Durant l'été et l'automne 680, les Proto-Bulgares envahissent peu à peu la Thrace, et Byzance n'a plus d'autre choix que de chercher la paix. En 681, les deux parties concluent donc un traité qui cède aux Bulgares la Mésie jusqu'à la rivière Iskar mais à l'exception d'Odessos (Varna actuelle). Cette cession est en réalité purement formelle, l'autorité byzantine étant absente depuis longtemps de la Mésie. Quant aux Bulgares, ils s'engagent à ne plus lancer d'offensives au-delà de la chaîne des Balkans. Des liens commerciaux s'établissent entre les deux pays - et Byzance aurait par ailleurs payé un tribut aux Bulgares pour éviter d'autres attaques.
Asparoukh s'installe alors à Pliska qui devient sa capitale.
681 est donc l'année où Byzance reconnaît le potentat d'Asparoukh. Dans l'historiographie bulgare, c'est la date généralement acceptée pour la fondation de la Bulgarie.

### Consolidation du territoire bulgare (681-701)
Durant les deux décennies suivantes, les Bulgares prirent des initiatives diplomatiques et militaires sur pratiquement tous les axes stratégiques possibles :
- vers le sud, et malgré l'accord de 681, les Bulgares ont poursuivi leurs attaques sur la Thrace byzantine - ce qui n'était pas inhabituel pour les peuples nomades de l'époque. Une incursion plus importante que les autres s'est produite en 688 lorsque, au retour d'une incursion en Macédoine, les Bulgares ont rencontré les troupes de l'empereur Justinien II à l'embouchure de la Maritsa. Les sources ne donnent pas clairement le résultat de l'affrontement, mais étant donné que d'importants déplacements forcés de populations slaves vers l'Asie mineure (un objectif de longue date pour les Byzantins) ont suivi, on peut en déduire que la bataille n'a pas été couronnée de succès pour les Bulgares. D'autres sources indiquent cependant que l'initiative était du côté byzantin, à la recherche d'une revanche pour les événements de 680 ; selon ces sources, les combats auraient débuté réellement autour des années 688-689 et l'avantage aurait d'abord été aux Byzantins, mais l'armée de Justinien aurait finalement subi une cuisante défaite quelque part en Thrace ;
- vers l'ouest, les sources expliquent que les Bulgares et les Avars se disputaient le territoire de la Valachie déjà du temps de Koubrat. Les terres à l'ouest de la rivière Olt sont d'ailleurs restées sous contrôle avar même après 681. Les terres au sud du Danube (et à l'ouest de l'Iskar) étaient aussi disputées. Le khanat avar et les Bulgares ont même été en guerre de 691 à 693 - et il semble (aucune certitude là non plus dans les sources) que l'issue en fut favorable aux Bulgares ;
- vers le nord enfin, car le danger le plus grave qui pesait sur l'unité territoriale bulgare provenait du khanat khazar. La tâche la plus importante pour Asparoukh était donc de tenir les positions jusqu'au Dniepr. Pour atteindre cet objectif majeur de sa politique extérieure qui était de contenir la menace venue du nord, il a donc construit de nombreuses fortifications à travers la Dobroudja et la Valachie. Ces fortifications indiquent également que les Khazars ont mené des expéditions jusqu'au centre de la Dobroudja. Il est même probable que les hostilités se poursuivirent durant toute cette période, pratiquement sans interruption. Finalement, la Bulgarie a survécu grâce à l'ouverture d'un second front par les Arabes, au sud du khanat khazar qui a dès lors dû répartir ses forces. Mais malgré les pertes subies contre les Arabes, le khanat a poursuivi le conflit sur le front occidental.

### Mort (701)
Asparoukh participait personnellement à certaines batailles, et il a perdu la vie en 701 sur les bords du Dniepr, lors d'un affrontement contre les Khazars. Il est enterré sur la rive, près du village de Voznesenka (en Ukraine actuelle). Le tombeau porte une inscription en caractères runiques signifiant « vainqueur céleste ».
Son fils Tervel lui succédera à la tête du khanat bulgare. Selon le texte bulgare Ja'far Tarikh, Tervel aurait été le père d'Ajjar et de Kormesius. Christian Settipani fait Tervel l'oncle de Kormesius et le frère d'Ajjar, les deux enfants d'Asparoukh, ou, en alternative, Tervel et de sa femme de son nom probablement Anastasie, les parents de Kormesius et d'Ajjar et aussi de Telerig.

## Importance

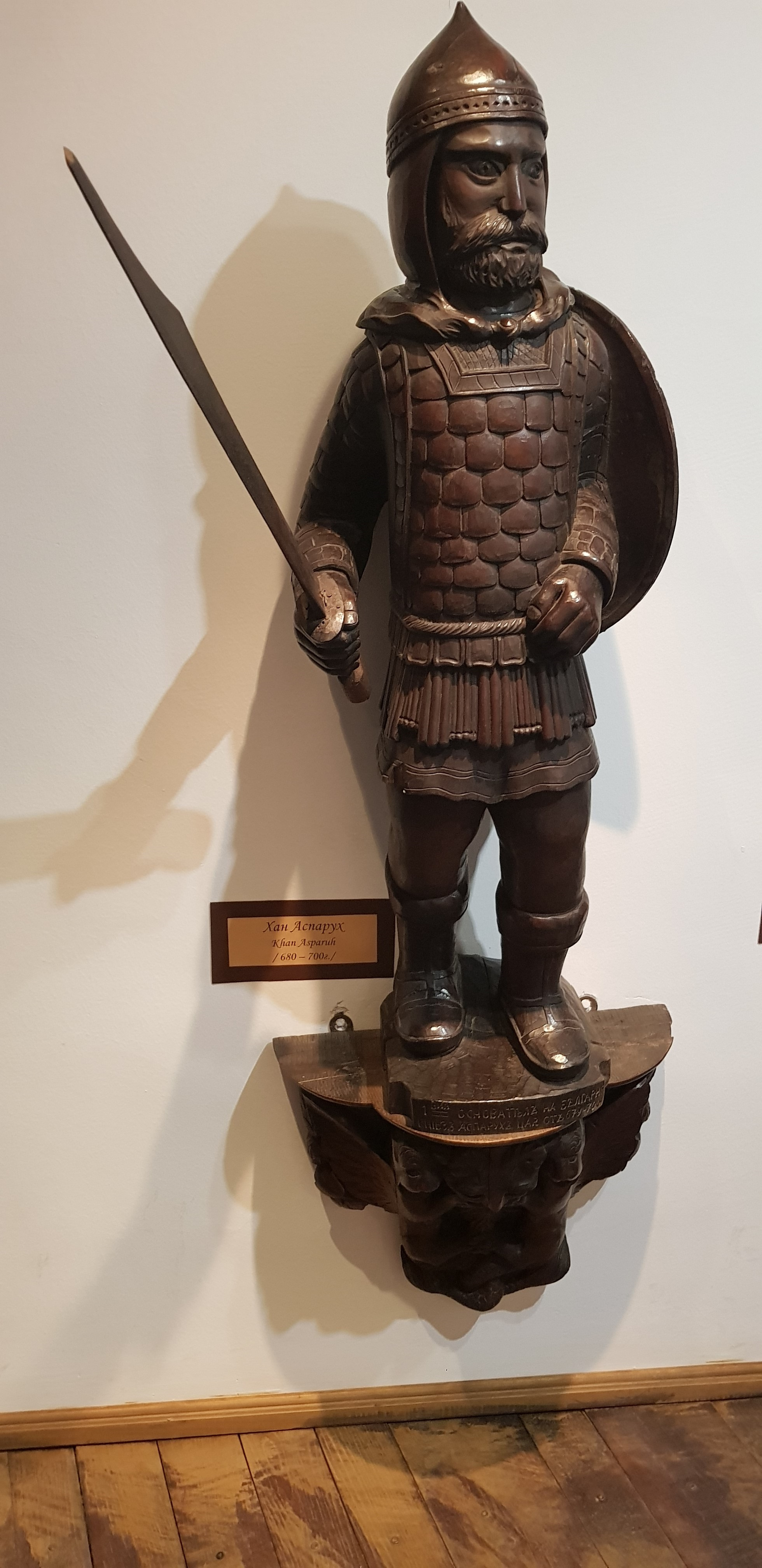
Une statue en bois d'Asparoukh à Tryavna

Asparoukh a été une personnalité historique qui a vécu à une époque de crise et de menaces pour les Bulgares, et il a réussi à repousser les dangers extérieurs, à élargir le territoire sous son contrôle, à renforcer le rôle de son peuple sur la scène régionale. Son armée comptait quelque cinquante mille combattants et a souvent mené des actions militaires énergiques sur deux fronts à la fois.
Généralement, Asparoukh est considéré comme le facteur fondamental de la stabilisation et du renforcement de la Bulgarie et son influence a joué un grand rôle pendant les mille trois cents années qui suivirent en affirmant l'identité nationale. Du temps d'Asparoukh, la Bulgarie est une force avec laquelle il faut compter dans l'Europe du Sud-Est, surpassée dans la région seulement par Byzance et la Khazarie.

## Postérité
Le film historique bulgare Khan Asparoukh (681 г.: Величието на хана) de Lioudmil Staïkov, sorti en 1981, raconte en détail la vie d'Asparoukh en trois parties qui durent ensemble environ 4h30. Une version très raccourcie et doublée en anglais a été diffusée sous le titre 681 AD: The Glory of Khan en 1984.
Asparoukh est à l'origine du nom de plusieurs localités bulgares.
Le pic Asparuh en Antarctique a été nommé en son honneur.

### Sources
- L'annuaire des Khans bulgares (en bulgare : Именник на българските ханове), édité par Mosko Moskov, Imennik na bălgarskite hanove (novo tălkuvane), Sofia, 1988 - un court manuscrit dont il reste trois copies en russe, datant du XVe siècle pour l'une et du XVIe siècle pour les deux autres.
- Nikephoros Patriarch of Constantinople Short History, édité et traduit (en anglais) par Cyril Mango, Dumbarton Oaks Texts 10, 1991,  (ISBN 0-88402-184-X).
- The Chronicle of Theophanes Confessor, trad. (en anglais) par Cyril Mango and R. Scott, Oxford University Press, 1997.

### Littérature secondaire
- R. J. Crampton, A Concise History of Bulgaria, Cambridge University press, 1997 (2e éd. 2006),  (ISBN 0-521-61637-9) - lecture indispensable à quiconque s'intéresse à l'histoire de la Bulgarie.
- Valeria Fol, Nikolai Ovcharov, Raina Gavrilova, Borislav Gavrilov, Bulgaria: History Retold in Brief, Riva, 1999,  (ISBN 954-8440-21-0) - moins brillant que Crampton, mais vu de l'intérieur.
- Bozhidar Dimitrov, Twelve Myths in Bulgarian History, KOM Foundation, Sofia, 2005.
- John V.A. Fine, The Early Medieval Balkans: A Critical Survey from the Sixth to the Late Twelfth Century, University of Michigan Press, Ann Arbor, 1983 (réimpression 1991),  (ISBN 0-472-08149-7) - un regard extérieur sur Asparoukh (entre autres).
- Collier's Encyclopedia, vol. 4, p. 711.
- Christian Settipani, Continuité des élites à Byzance durant les siècles obscurs. Les Princes caucasiens et l'Empire du VIe au IXe siècle, 2006 [détail des éditions].